# Sammy Baugh Trophy
Pour les articles homonymes, voir Baugh.
Le Sammy Baugh Trophy récompense chaque année depuis 1959, le meilleur passeur (ou quarterback) du football américain de niveau universitaire en NCAA. Ce trophée, créé par le Touchdown Club de Columbus, fait référence à "Slingin" Sammy Baugh, ancien quarterback des Horned Frogs de TCU (en NCAA) et des Redskins de Washington (en NFL).
Le Columbus Touchdown Club décerne également le Chic Harley Award au meilleur joueur universitaire de l'année ainsi que l'Archie Griffin Award au MVP universitaire de l'année. Le vote de ces trophées survient après les bowls universitaires afin que le MVP de la saison soit couronné.
Plusieurs universités ont obtenu à plusieurs reprises le Sammy Baugh Trophy. Brigham Young University (BYU) a eu 7 joueurs différents récompensés et l'université est suivie par celle de Stanford avec 4 joueurs récompensés. Fresno State, Purdue, et Texas Tech ont eu trois joueurs récompensés. Houston, Florida, Miami, Notre Dame, et Oklahoma en ont eu 2.
Don Trull (joueur de Baylor) et Case Keenum (joueur de Houston) sont les deux seuls joueurs à avoir gagné le trophée à deux reprises.
En 2013, le Sammy Baugh Trophy récompense Derek Carr le quarterback de Fresno State après que son frère David Carr (football américain) l'ait obtenu en 2001.

## Palmarès

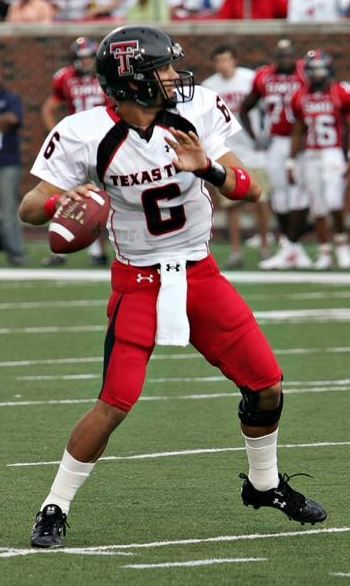
Graham Harrell des Red Raiders de Texas Tech gagnant 2007 du Sammy Baugh Trophy.

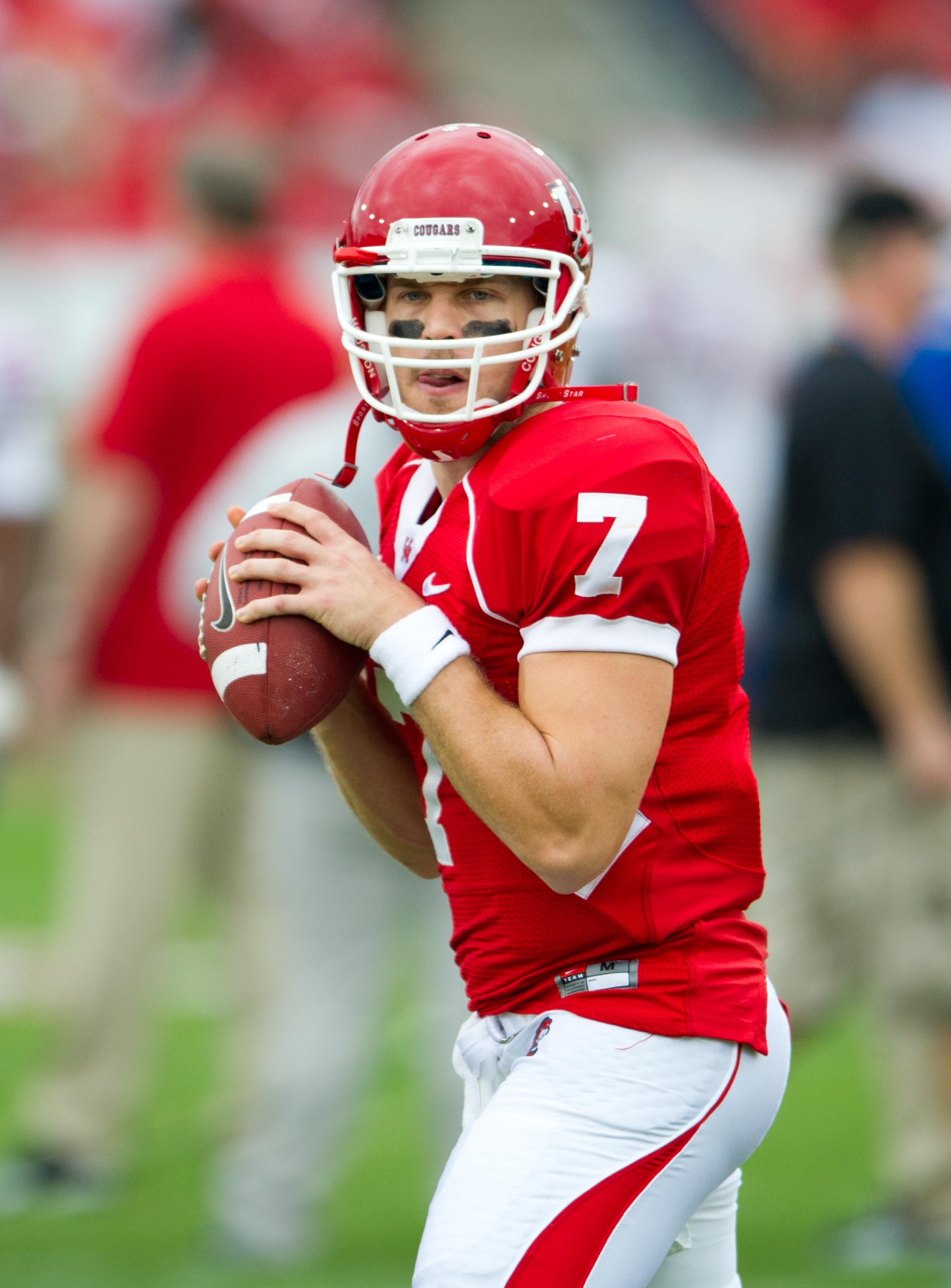
Case Keenum des Cougars de Houston gagnant 2009 et 2011 du Sammy Baugh Trophy.

| \| Années \| Joueurs \| Universités \| \| ------ \| ---------------- \| ----------------------------- \| \| 1959 \| Dick Norman \| Cardinal de Stanford \| \| 1960 \| Harold Stephens \| Université Hardin–Simmons \| \| 1961 \| Ron Miller \| Badgers du Wisconsin \| \| 1962 \| Don Trull \| Bears de Baylor \| \| 1963 \| Don Trull \| Bears de Baylor \| \| 1964 \| Jerry Rhome \| Golden Hurricane de Tulsa \| \| 1965 \| Steve Sloan \| Crimson Tide de l'Alabama \| \| 1966 \| Bob Griese \| Boilermakers de Purdue \| \| 1967 \| Terry Hanratty \| Fighting Irish de Notre Dame \| \| 1968 \| Chuck Hixson \| Mustangs de SMU \| \| 1969 \| Mike Phipps \| Boilermakers de Purdue \| \| 1970 \| Pat Sullivan \| Tigers d'Auburn \| \| 1971 \| John Reaves \| Gators de la Floride \| \| 1972 \| Don Strock \| Hokies de Virginia Tech \| \| 1973 \| Jesse Freitas \| Aztecs de San Diego State \| \| 1974 \| Gary Scheide \| Cougars de BYU \| \| 1975 \| Gene Swick \| Rockets de Toledo \| \| 1976 \| Tommy Kramer \| Owls de Rice \| \| 1977 \| Guy Benjamin \| Cardinal de Stanford \| \| 1978 \| Steve Dils \| Cardinal de Stanford \| \| 1979 \| Marc Wilson \| Cougars de BYU \| \| 1980 \| Mark Herrmann \| Boilermakers de Purdue \| \| 1981 \| Jim McMahon \| Cougars de BYU \| \| 1982 \| John Elway \| Cardinal de Stanford \| \| 1983 \| Steve Young \| Cougars de BYU \| \| 1984 \| Robbie Bosco \| Cougars de BYU \| \| 1985 \| Brian McClure \| Falcons de Bowling Green \| \| 1986 \| Vinny Testaverde \| Hurricanes de Miami \| \| 1987 \| Don McPherson \| Orange de Syracuse \| \| 1988 \| Steve Walsh \| Hurricanes de Miami \| \| 1989 \| Jeff George \| Fighting Illini de l'Illinois \| \| 1990 \| David Klingler \| Cougars de Houston \| \| 1991 \| Ty Detmer \| Cougars de BYU \| \| 1992 \| Elvis Grbac \| Wolverines du Michigan \| \| 1993 \| Trent Dilfer \| Bulldogs de Fresno State \| \| 1994 \| Kerry Collins \| Nittany Lions de Penn State \| \| 1995 \| Danny Wuerffel \| Gators de la Floride \| \| 1996 \| Steve Sarkisian \| Cougars de BYU \| \| 1997 \| Ryan Leaf \| Cougars de Washington State \| \| 1998 \| Daunte Culpepper \| Knights d'UCF \| \| 1999 \| Chad Pennington \| Thundering Herd de Marshall \| \| 2000 \| Chris Weinke \| Seminoles de Florida State \| \| 2001 \| David Carr \| Bulldogs de Fresno State \| \| 2002 \| Kliff Kingsbury \| Red Raiders de Texas Tech \| \| 2003 \| B.J. Symons \| Red Raiders de Texas Tech \| \| 2004 \| Stefan LeFors \| Cardinals de Louisville \| \| 2005 \| Brady Quinn \| Fighting Irish de Notre Dame \| \| 2006 \| Colt Brennan \| Rainbow Warriors d'Hawaï \| \| 2007 \| Graham Harrell \| Red Raiders de Texas Tech \| \| 2008 \| Sam Bradford \| Sooners de l'Oklahoma \| \| 2009 \| Case Keenum \| Cougars de Houston \| \| 2010 \| Landry Jones \| Sooners de l'Oklahoma \| \| 2011 \| Case Keenum \| Cougars de Houston \| \| 2012 \| Colby Cameron \| Bulldogs de Louisiana Tech \| \| 2013 \| Derek Carr \| Fresno State \| \| 2014 \| Brandon Doughty \| Hilltoppers de WKU[1] \| \| 2015 \| Matt Johnson \| Falcons de Bowling Green[2] \| \| 2016 \| Patrick Mahomes \| Texas Tech[3] \| \| 2017 \| Mason Rudolph \| Cowboys d'Oklahoma State \| \| 2018 \| Dwayne Haskins \| Buckeyes d'Ohio State \| |                  |                               |
| Années | Joueurs          | Universités                   |
| 1959 | Dick Norman      | Cardinal de Stanford          |
| 1960 | Harold Stephens  | Université Hardin–Simmons     |
| 1961 | Ron Miller       | Badgers du Wisconsin          |
| 1962 | Don Trull        | Bears de Baylor               |
| 1963 | Don Trull        | Bears de Baylor               |
| 1964 | Jerry Rhome      | Golden Hurricane de Tulsa     |
| 1965 | Steve Sloan      | Crimson Tide de l'Alabama     |
| 1966 | Bob Griese       | Boilermakers de Purdue        |
| 1967 | Terry Hanratty   | Fighting Irish de Notre Dame  |
| 1968 | Chuck Hixson     | Mustangs de SMU               |
| 1969 | Mike Phipps      | Boilermakers de Purdue        |
| 1970 | Pat Sullivan     | Tigers d'Auburn               |
| 1971 | John Reaves      | Gators de la Floride          |
| 1972 | Don Strock       | Hokies de Virginia Tech       |
| 1973 | Jesse Freitas    | Aztecs de San Diego State     |
| 1974 | Gary Scheide     | Cougars de BYU                |
| 1975 | Gene Swick       | Rockets de Toledo             |
| 1976 | Tommy Kramer     | Owls de Rice                  |
| 1977 | Guy Benjamin     | Cardinal de Stanford          |
| 1978 | Steve Dils       | Cardinal de Stanford          |
| 1979 | Marc Wilson      | Cougars de BYU                |
| 1980 | Mark Herrmann    | Boilermakers de Purdue        |
| 1981 | Jim McMahon      | Cougars de BYU                |
| 1982 | John Elway       | Cardinal de Stanford          |
| 1983 | Steve Young      | Cougars de BYU                |
| 1984 | Robbie Bosco     | Cougars de BYU                |
| 1985 | Brian McClure    | Falcons de Bowling Green      |
| 1986 | Vinny Testaverde | Hurricanes de Miami           |
| 1987 | Don McPherson    | Orange de Syracuse            |
| 1988 | Steve Walsh      | Hurricanes de Miami           |
| 1989 | Jeff George      | Fighting Illini de l'Illinois |
| 1990 | David Klingler   | Cougars de Houston            |
| 1991 | Ty Detmer        | Cougars de BYU                |
| 1992 | Elvis Grbac      | Wolverines du Michigan        |
| 1993 | Trent Dilfer     | Bulldogs de Fresno State      |
| 1994 | Kerry Collins    | Nittany Lions de Penn State   |
| 1995 | Danny Wuerffel   | Gators de la Floride          |
| 1996 | Steve Sarkisian  | Cougars de BYU                |
| 1997 | Ryan Leaf        | Cougars de Washington State   |
| 1998 | Daunte Culpepper | Knights d'UCF                 |
| 1999 | Chad Pennington  | Thundering Herd de Marshall   |
| 2000 | Chris Weinke     | Seminoles de Florida State    |
| 2001 | David Carr       | Bulldogs de Fresno State      |
| 2002 | Kliff Kingsbury  | Red Raiders de Texas Tech     |
| 2003 | B.J. Symons      | Red Raiders de Texas Tech     |
| 2004 | Stefan LeFors    | Cardinals de Louisville       |
| 2005 | Brady Quinn      | Fighting Irish de Notre Dame  |
| 2006 | Colt Brennan     | Rainbow Warriors d'Hawaï      |
| 2007 | Graham Harrell   | Red Raiders de Texas Tech     |
| 2008 | Sam Bradford     | Sooners de l'Oklahoma         |
| 2009 | Case Keenum      | Cougars de Houston            |
| 2010 | Landry Jones     | Sooners de l'Oklahoma         |
| 2011 | Case Keenum      | Cougars de Houston            |
| 2012 | Colby Cameron    | Bulldogs de Louisiana Tech    |
| 2013 | Derek Carr       | Fresno State                  |
| 2014 | Brandon Doughty  | Hilltoppers de WKU            |
| 2015 | Matt Johnson     | Falcons de Bowling Green      |
| 2016 | Patrick Mahomes  | Texas Tech                    |
| 2017 | Mason Rudolph    | Cowboys d'Oklahoma State      |
| 2018 | Dwayne Haskins   | Buckeyes d'Ohio State         |

## Statistiques par équipes
| Équipes                         | Nombre |
| ------------------------------- | ------ |
| Cougars de BYU                  | 7      |
| Cardinal de Stanford            | 4      |
| Red Raiders de Texas Tech       | 4      |
| Bulldogs de Fresno State        | 3      |
| Cougars de Houston              | 3      |
| Boilermakers de Purdue          | 3      |
| Bears de Baylor                 | 2      |
| Falcons de Bowling Green        | 2      |
| Gators de la Floride            | 2      |
| Hurricanes de Miami             | 2      |
| Fighting Irish de Notre Dame    | 2      |
| Sooners de l'Oklahoma           | 2      |
| Crimson Tide de l'Alabama       | 1      |
| Buckeyes d'Ohio State           | 1      |
| Cowboys d'Oklahoma State        | 1      |
| Tigers d'Auburn                 | 1      |
| Seminoles de Florida State      | 1      |
| Université Hardin–Simmons       | 1      |
| Rainbow Warriors d'Hawaï        | 1      |
| Fighting Illini de l'Illinois   | 1      |
| Bulldogs de Louisiana Tech      | 1      |
| Cardinals de Louisville         | 1      |
| Thundering Herd de Marshall     | 1      |
| Wolverines du Michigan          | 1      |
| Nittany Lions de Penn State     | 1      |
| Owls de Rice                    | 1      |
| Aztecs de San Diego State       | 1      |
| Mustangs de SMU                 | 1      |
| Orange de Syracuse              | 1      |
| Rockets de Toledo               | 1      |
| Golden Hurricane de Tulsa       | 1      |
| Knights d'UCF                   | 1      |
| Hokies de Virginia Tech         | 1      |
| Cougars de Washington State     | 1      |
| Hilltoppers de Western Kentucky | 1      |
| Badgers du Wisconsin            | 1      |